# Kanton Saint-Claude (Guadeloupe)
Kanton Saint-Claude was een kanton van het Franse departement Guadeloupe. Kanton Saint-Claude maakte deel uit van het arrondissement Basse-Terre en telde 10 191 inwoners (Recensement 1999).
In 2015 werden het kanton samengevoegd met kanton Basse-Terre.

## Gemeenten
Het kanton Saint-Claude omvatte de volgende gemeenten:
- Saint-Claude : 10.191 inwoners